# Gliese 623
Gliese 623 (GJ 623 / LHS 417 / HIP 80346) es una estrella situada en la constelación de Hércules.
Tiene magnitud aparente +10,27 y no es visible a simple vista.
Se encuentra a 26,2 años luz del sistema solar.
Gliese 623 es un sistema binario compuesto por dos enanas rojas.
La componente principal, Gliese 623 A, es de tipo espectral M3V y tiene una temperatura superficial de 3390 K.
Su luminosidad equivale al 0,02% de la que tiene el Sol y tiene una masa de 0,371 ± 0,015 masas solares.
Su velocidad de rotación proyectada es igual o inferior a 2,9 km/s.
Por su parte, la estrella acompañante, Gliese 623 B, es una enana roja muy tenue, cuya luminosidad es 60.000 veces inferior a la solar.
Su masa apenas supone un 11,5 ± 0,23% de la que tiene el Sol.
El Telescopio espacial Hubble ha permitido obtener una imagen directa de esta estrella, considerada una de las más pequeñas de nuestra galaxia.
El período orbital del sistema es de 1365,6 días y la separación media entre las dos estrellas es de 1,89 UA.
Se cree que la metalicidad del sistema es baja; asimismo, su velocidad a través del espacio concuerda con la de una vieja estrella de disco, lo cual lleva implícito una metalicidad inferior a la solar.
Las estrellas conocidas más cercanas a este sistema son GJ 3991 y Gliese 625, a 4,7 y 5,4 años luz respectivamente.